# 寸灘水文站
寸灘水文站是長江上游最主要的水文監測站之一，最早於1938年4月由揚子江水利委員會設立在重慶市黃沙溪篼子背，1939年2月遷至重慶市寸灘三家灘，1947年7月劃歸長江水利工程局管理，改名為重慶水文站，1949年12月由長江水利委員會接管，恢復寸灘水文站站名，1956年1月下遷550米。

## 水文特徵值[1]
- 警戒水位180.5米，保證水位183.5米
- 最高水位191. 41米（1981年7月16日）、最低水位158. 08米（1987年3月15日）
- 最大流量85700立方米每秒（1981年7月16日）、最小流量2060立方米每秒（1937年4月1日）
- 最大含沙量13.7千克每立方米（1959年7月22日）
- 最大年降水量1503.1毫米（1998年）、最小年降水量628.1毫米（2001年）